# Franco Paese
Franco Willian Cargnin Paese (Bento Gonçalves, 1º marzo 1990) è un pallavolista brasiliano, opposto dell'ABCD.

## Carriera

### Club
La carriera sportiva di Franco Paese inizia nel Bento Gonçalves, club della sua città natale. Viene promosso in prima squadra nella stagione 2006-07, esordendo in Superliga. In seguito fa una breve esperienza a livello giovanile con la formazione dell'Escola do Corpo, prima di trasferirsi al Santa Catarina per la stagione seguente. Dopo un'altra annata al Bento Gonçalves, nel campionato 2009-10 viene ingaggiato dal Náutico, mentre nel campionato seguente approda al BVC, militandovi per un triennio.
Nella stagione 2013-14 si accasa nel Minas, che lascia nel campionato 2015-16, quando indossa la casacca del Mão de Pilão: nel campionato seguente è per la prima volta di scena all'estero, approdando nella Ligue A francese con il Paris. Rientra in patria già nella stagione 2017-18, quando milita per due annate nel Sesi, col quale conquista una Supercoppa brasiliana, mentre nel campionato 2019-20 viene ingaggiato dall'APAN, aggiudicandosi un Campionato Catarinense.
Passa a difendere i colori dell'Índios Guarus nella stagione 2021-22, venendo eletto miglior opposto (premio confermato anche nel 2022-23) e Craque da Galera al termine dell'annata. Dopo un triennio nel club di Guarulhos, nel campionato 2024-25 si trasferisce all'ABCD, ottenendo un riconoscimento come miglior opposto al campionato sudamericano per club.

### Nazionale
Con la nazionale Under-21 vince l'argento al campionato sudamericano 2008 e l'oro al campionato mondiale 2009.
Fa il suo debutto in nazionale maggiore nel 2012, disputando la Coppa panamericana.

## Palmarès

### Club
- Supercoppa brasiliana: 1

2018
- Campionato Catarinense: 1

2019

### Nazionale (competizioni minori)
- Campionato sudamericano under 21 2008
- Campionato mondiale under 21 2009

### Premi individuali
- 2022 - Superliga Série A: Miglior opposto
- 2022 - Superliga Série A: Craque da Galera
- 2023 - Superliga Série A: Miglior opposto
- 2025 - Campionato sudamericano per club: Miglior opposto